# 45. Infanterie-Division (Wehrmacht)
Die 45. Infanterie-Division (45. ID) war ein Großverband des Heeres der Wehrmacht. Sie wurde am 1. April 1938 – kurz nach dem Anschluss Österreichs – als 4. Division im österreichischen Bundesheer in Linz aufgestellt und im August 1939 als Teil der 1. Aufstellungswelle mobilisiert. Im Juni 1944 wurde die 45. ID während der sowjetischen Sommeroffensive vollständig vernichtet. Am 18. Juli 1944 wurde sie als 45. Grenadier-Division neu aufgestellt und am 21. Oktober 1944 in 45. Volksgrenadier-Division umbenannt.

## Sollstärke und Ausrüstung bei Aufstellung
Die Gliederung, die personelle Stärke, sowie die Anzahl der Waffen und Fahrzeuge einer Einheit bei Wehrmacht und Waffen-SS war in der Kriegsstärkenachweisung (KStN) geregelt. Als Sollstärke waren für die Division, wie bei den anderen Divisionen der 1. Aufstellungswelle, 16.860 Soldaten vorgesehen. Unter den 16.860 Soldaten sollten 518 Offiziere, 102 Militärbeamte, 2.573 Unteroffiziere und 13.667 Mannschaften sein. Aufgrund der  hohen Verluste der Wehrmacht und der daraus resultierenden Nachersatzprobleme während des Zweiten Weltkrieges, als auch aufgrund veränderter Taktiken wurde sie mehrmals geändert. Während des Krieges erreichten die Einheiten meist nie ihr Ausstattungssoll und Sollstärke.
Die Bewaffnung von Divisionen der 1. Aufstellungswelle bestand nach Kriegsausrüstungsnachweis (KAN) bei Aufstellung aus: 3.681 Pistolen, 12.609 Karabinern 98k, 312 Maschinenpistolen 40, 90 Panzerbüchsen 38 oder 39, 425 leichten Maschinengewehren 34, 110 schweren Maschinengewehren 34 mit Feldlafette, 84 leichten 5-cm-Granatwerfern 36, 54 8,1-cm-Granatwerfern 34, 75 3,7-cm-PaK 36, 20 7,5-cm-leichten Infanteriegeschützen 18, 6 15-cm-schweren Infanteriegeschützen 33, 36 10,5-cm-leichten Feldhaubitzen 18, 12 15-cm-schweren Feldhaubitzen 18, 9 Flammenwerfern 35 und 3 leichten Panzerspähwagen Sd.Kfz. 221. An Pferden und Fahrzeugen waren vorgesehen: 1743 Reitpferde, 3632 Zugpferde für die Artillerie sowie 895 bespannte Fahrzeuge, davon 31 mit Anhänger, 500 Fahrräder, 530 Krafträder, davon 190 mit Beiwagen, 394 Personenkraftwagen, 536 Lastkraftwagen mit 67 Anhängern.

## Geschichte

### Polenfeldzug
Im September 1939 war die 45. ID beim Überfall auf Polen beteiligt, eroberte die Stadt Przemyśl und kämpfte bei Oleszyce.

### Westfeldzug
An der Westfront marschierte sie 1940 durch Luxemburg und Belgien bis zum Übergang über die Aisne in Frankreich im Juni 1940, der mit hohen Verlusten verbunden war. Der zurückweichende Gegner wurde über die Marne bis zur Loire bei Nevers verfolgt.

### Unternehmen Barbarossa
Ab Juni 1941 nahm die 45. ID am Angriffskrieg gegen die Sowjetunion teil. Am 22. Juni 1941 begann unter Generalmajor Schlieper nach Übergang über den Bug der Sturm auf die Brester Festung, schwerpunktmäßig durch IR 133 und IR 135, während das I.R. 130 südlich an der Festung in die Stadt vorstieß. Die Festung am Westrand der weißrussischen Stadt war mit Scharfschützen-, MG-Ständen und Flak-Positionen von fünf sowjetischen Regimentern schwer befestigt und von mehreren Wassergräben und Kanälen umgeben. Die deutsche Artillerievorbereitung war unzureichend, so dass die Stoßtrupps in schwere Häuserkämpfe verwickelt wurden. Nach fünf Tagen war die Festung bis auf ein Fort auf der Nordinsel erobert. Erst der Abwurf einer 1800 kg Bombe auf dieses Fort brachte die letzten Verteidiger zur Aufgabe. Die Stadt Brest war bereits am ersten Tag des Krieges unter nur geringen Verlusten genommen worden. Am 2. Juli zog die Division mit der Masse aus Brest ab, nachdem zuvor bereits zwei Bataillone des I.R. 130 und die Vorausabteilung 45 die Stadt verlassen hatten.
Die Division stieß bis Pinsk vor und war von Juli bis August 1941 in den Pripjet-Sümpfen in Gefechte mit der Roten Armee verwickelt. Bei Borki überquerte sie den Fluss Pripjet, bei Demenka den Fluss Pzitsch, bis sie über die Beresina bis Gomel in der Dnepr-Tiefebene im Osten Weißrusslands vordrang. Im Dessna-Abschnitt in der Nähe der ukrainischen Stadt Priluki wurde die 45. ID in Angriffs- und Abwehrkämpfe verwickelt.
Im September 1941 war sie an der Schlacht um Kiew beteiligt.
Von Oktober bis Dezember 1941 spielten sich die Kampfhandlungen der 45. ID („Winterschlacht“) in der Nähe von Rylsk und Jelez ab, wobei letztere Stadt als wichtige Verkehrsverbindung der Kreuzung Moskau-Tula-Donbecken im Straßenkampf mit der fernöstlichen Eliteeinheit Chabarowiaken oder Kolchoskorps eingenommen werden konnte. Damit hatte die Division 2100 Kilometer in abwechselnden Märschen und Gefechten zurückgelegt.
Im Frühjahr 1942 zog sich die 45. ID auf den Trudy-Abschnitt zurück und geriet im Raum Schtschigry, bei Liwny, Rossosh und im Raum Woronesch in schwere Kämpfe, die bis zum Februar 1943 anhielten. Bei Liwny war die 45. ID zeitweise eingeschlossen und musste sich mehrere Male befreien, erreichte nur unter großen Verlusten den Ausbruch aus dem Kessel.
Vom März bis September 1943 war die 45. ID am Frontbogen von Kursk im Einsatz. Aufgrund zunehmenden Drucks der Roten Armee zog sich die 45. ID über Orel–Brjansk–Lopandino, weiter über Gomel–Rjetschitza, die Beresina und Paritschi in den Raum Bobrusik zurück. Den Abschnitt Gomel–Retschiza hielt sie von Ende September 1943 bis Ende November 1943.
Im Jahr 1944 kam es zu Stellungskämpfen bei Bobruisk im Raum Beresina–Dnepr–Bobruisk, wo die Division im Zuge der Operation Bagration im Juni 1944 vernichtet wurde.

## 45. Grenadier-Division
Die Neuaufstellung als 45. Grenadier-Division erfolgte im Juli 1944. Hierfür wurde die in Aufstellung befindlichen 546. Grenadier-Division herangezogen. Die 45. Grenadier-Division war im September 1944 im Rahmen der Heeresgruppe Mitte im Raum Warka und Radom in Polen eingesetzt.

## 45. Volksgrenadier-Division

### Aufstellung durch Umbenennung
Am 21. Oktober 1944 erfolgte wohl auf dem Truppenübungsplatz Döllersheim die Umbenennung in 45. Volksgrenadier-Division.

### Verlegung in den Raum Warschau
Unmittelbar erfolgte die Verlegung in den Warka-Brückenkopf im Raum Warschau. Es folgten Rückzugskämpfe nach Schlesien über Reichenberg in den Raum südlich von Breslau.

### Oderfront
Divisionteile kamen entlang der Oderfront von Oppeln bis Frankfurt a.d. Oder zum Einsatz. Der Divisionsstab führte soweit möglich die zurückweichenden Kampfgruppen im Raum zwischen Glatz und Strehlen.

### Kapitulation
Die Divisionsreste gingen im Raum Königsgrätz am 8. Mai 1945 in Gefangenschaft.
| Datum          | Armeekorps    | Armee          | Heeresgruppe | Ort           |
| -------------- | ------------- | -------------- | ------------ | ------------- |
| September 1939 | XVII          | 14. Armee      | Süd          | Polen         |
| November 1939  | OKH-Reserve   | –              | –            | Treysa        |
| Juni 1940      | XXVI          | 2. Armee       | A            | Frankreich    |
| Juli 1940      | XXIII         | 9. Armee       | A            | Frankreich    |
| August 1940    | XXXXII        | 16. Armee      | A            | Belgien       |
| Dezember 1940  | XXIII         | 16. Armee      | A            | Belgien       |
| Februar 1941   | XXXXII        | 16. Armee      | A            | Belgien       |
| Mai 1941       | XXXXII        | 15. Armee      | D            | Belgien       |
| Juni 1941      | XII           | 4. Armee       | Mitte        | Brest-Litowsk |
| Juli 1941      | LIII          | zur Verfügung  | Mitte        | Pinsk         |
| August 1941    | XXXV          | 2. Armee       | Mitte        | Gomel, Kiew   |
| Oktober 1941   | XXXIV         | 2. Panzerarmee | Mitte        | Jelez, Tula   |
| November 1941  | XXXIV         | 2. Armee       | Mitte        | Jelez, Tula   |
| Januar 1942    | LV            | 2. Armee       | Mitte        | Kursk         |
| Februar 1942   | Süd           | 2. Armee       | Orel         |               |
| August 1942    | B             | 2. Armee       | Woronesch    |               |
| März 1943      | zur Verfügung | 2. Panzerarmee | Mitte        | Orel          |
| April 1943     | XX            | 2. Panzerarmee | Mitte        | Orel          |
| Juli 1943      | XX            | 9. Armee       | Mitte        | Orel          |
| September 1943 | XXXV          | 9. Armee       | Mitte        | Brjansk       |
| Oktober 1943   | XXXV          | 2. Armee       | Mitte        | Gomel         |
| Dezember 1943  | XXXV          | 9. Armee       | Mitte        | Bobruisk      |

## Gliederung
45. Infanterie-Division
- Infanterie-Regiment 130
- Infanterie-Regiment 133
- Infanterie-Regiment 135
- Aufklärungs-Abteilung 45
- Artillerie-Regiment 98
  - I. Abteilung
  - II. Abteilung
  - III. Abteilung
  - I./Artillerie-Regiment 99
- Pionier-Bataillon 81
- Panzerabwehr-Abteilung 45
- Nachrichten-Abteilung 65
- Feldersatz-Bataillon 45

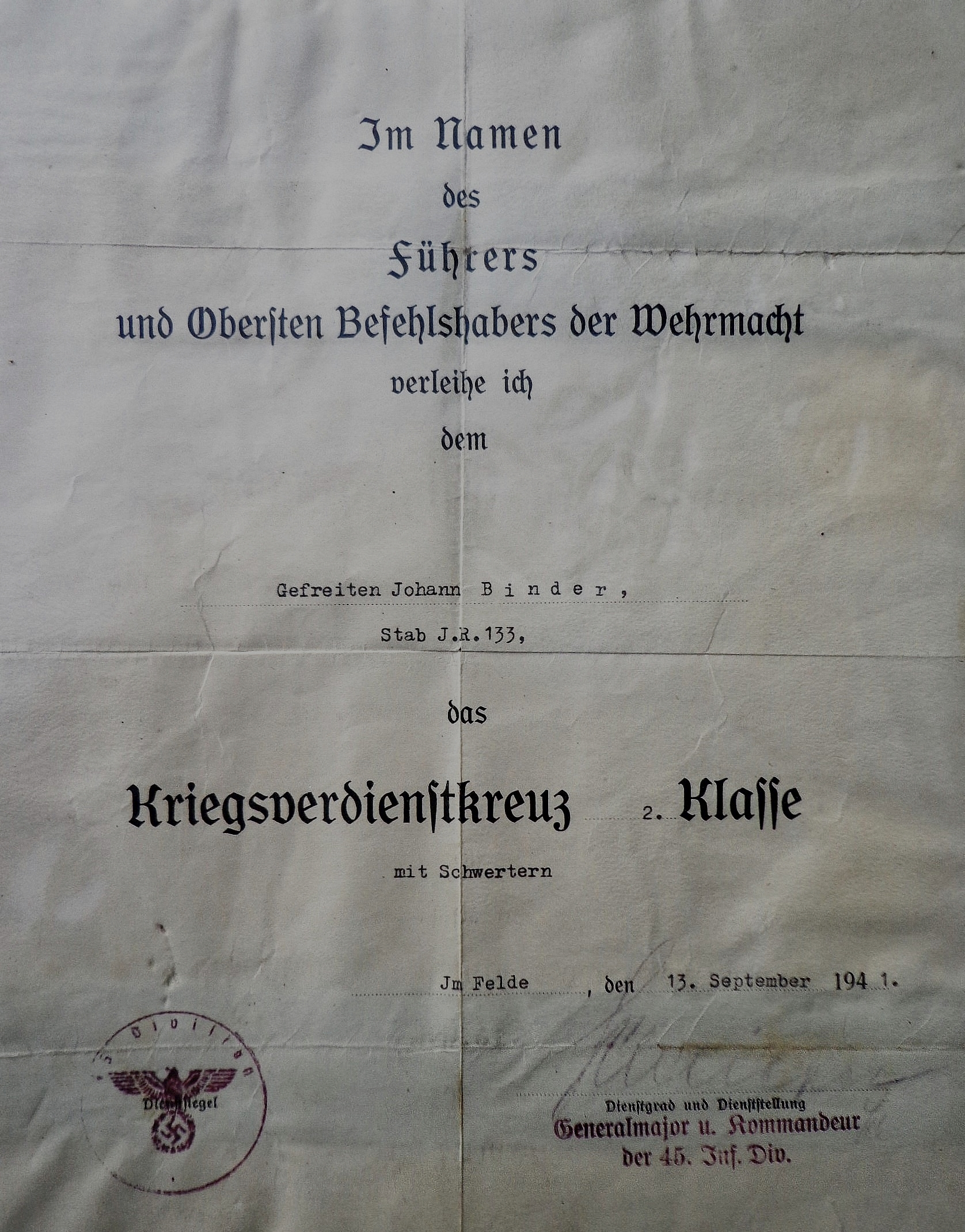
Verleihungsurkunde (13. Sept. 1941) des KVK 2 an den Gefreiten Johann Binder vom Infanterie-Regiment 133 der 45. Infanterie-Division

- Infanterie-Divisions-Nachschubführer 45

45. Grenadier-Division
- Grenadier-Regiment 130
- Grenadier-Regiment 133
- Grenadier-Regiment 135
- Aufklärungs-Abteilung 45
- Artillerie-Regiment 98
- Feldersatz-Bataillon 45
- Pionier-Bataillon 81
- Panzerjäger-Abteilung 45
- Nachrichten-Abteilung 65
- Kommandeur der Infanterie-Divisions-Nachschubtruppen 45

| 1939                                    | 1942                                                    | 1943–1944                                               |
| --------------------------------------- | ------------------------------------------------------- | ------------------------------------------------------- |
| Infanterie-Regiment 130                 | Grenadier-Regiment 130                                  | Grenadier-Regiment 130                                  |
| Infanterie-Regiment 133                 | Grenadier-Regiment 133                                  | Grenadier-Regiment 133                                  |
| Infanterie-Regiment 135                 | Grenadier-Regiment 135                                  | Grenadier-Regiment 135                                  |
| –                                       | –                                                       | Füsilier-Bataillon 45                                   |
| Aufklärungs-Abteilung 45                | Radfahr-Abteilung 45                                    | –                                                       |
| Artillerie-Regiment 98                  |                                                         |                                                         |
| I. Abteilung/Artillerie-Regiment 99     |                                                         |                                                         |
| Pionier-Bataillon 81                    |                                                         |                                                         |
| Panzerabwehr-Abteilung 45               | Panzerjäger-Abteilung 45                                | Panzerjäger-Abteilung 45                                |
| Nachrichten-Abteilung 65                |                                                         |                                                         |
| Feldersatz-Bataillon 45                 |                                                         |                                                         |
| Infanterie-Divisions-Nachschubführer 45 | Kommandeur der Infanterie-Divisions-Nachschubtruppen 45 | Kommandeur der Infanterie-Divisions-Nachschubtruppen 45 |

## Personen
| Dienstzeit                             | Dienstgrad                          | Name                 |
| -------------------------------------- | ----------------------------------- | -------------------- |
| 1. April 1938 bis 1. Oktober 1940      | Generalleutnant                     | Friedrich Materna    |
| 25. Oktober 1940 bis 27. April 1941    | Generalmajor                        | Gerhard Körner       |
| 27. April 1941 bis 27. Februar 1942    | Generalmajor/Generalleutnant        | Fritz Schlieper      |
| 27. Februar 1942 bis 25. April 1943    | Oberst/Generalmajor/Generalleutnant | Fritz Kühlwein       |
| 25. April bis 30. November 1943        | Oberst/Generalmajor                 | Hans von Falkenstein |
| 30. November 1943 bis 27. Februar 1944 | Oberst                              | Joachim Engel        |
| 27. Februar bis 1. Juni 1944           | Generalmajor                        | Gustav Gihr          |
| 1. Juni bis 19. Juli 1944              | Generalmajor                        | Joachim Engel        |
| 19. Juli bis März 1945                 | Oberst/Generalmajor                 | Richard Daniel       |
| März 1945 bis zur Auflösung            | Generalmajor                        | Erich Hassenstein    |

| Dienstzeit                             | Dienstgrad     | Name               |
| -------------------------------------- | -------------- | ------------------ |
| 1939 bis März 1940                     | Oberstleutnant | Wilhelm Münch      |
| 15. März 1940 bis 1. April 1941        | Major          | Wilhelm Hambergern |
| 1. April bis 20. Oktober 1941          | Major          | Armin Dettmer      |
| 20. Oktober 1941 bis 10. November 1943 | Oberstleutnant | Karl-Heinz Wirsing |
| 10. November 1943 bis 10. Juli 1944    | Major          | Rudolf Grüner      |

- General der Infanterie Friedrich Materna (* 21. Juni 1885 Hof in Mähren; † 11. November 1946 in Wien) war ein Offizier des österreichischen Bundesheeres vor dessen Eingliederung in die Wehrmacht. 1935 war er Generalmajor der österreichischen Armee und Mitglied im Bundesministerium für Landesverteidigung, wo er einer Schulungsabteilung vorstand. Von 1938 bis 1940 war er Kommandeur der 45. Infanterie-Division, von 1940 bis 1942 Kommandierender General des XX. Armeekorps und von 1942 bis 1943 Kommandeur des Wehrkreises XVII.
- Der Heimatforscher, Archivar, Arzt und Lokalpolitiker Herbert Kneifel (1908–2010) diente in dieser Division als Truppenarzt.
- Österreichs Bundespräsident Kurt Waldheim war 1939 bis 1941 Zugführer in der Aufklärungs-Abteilung 45.

## Verluste

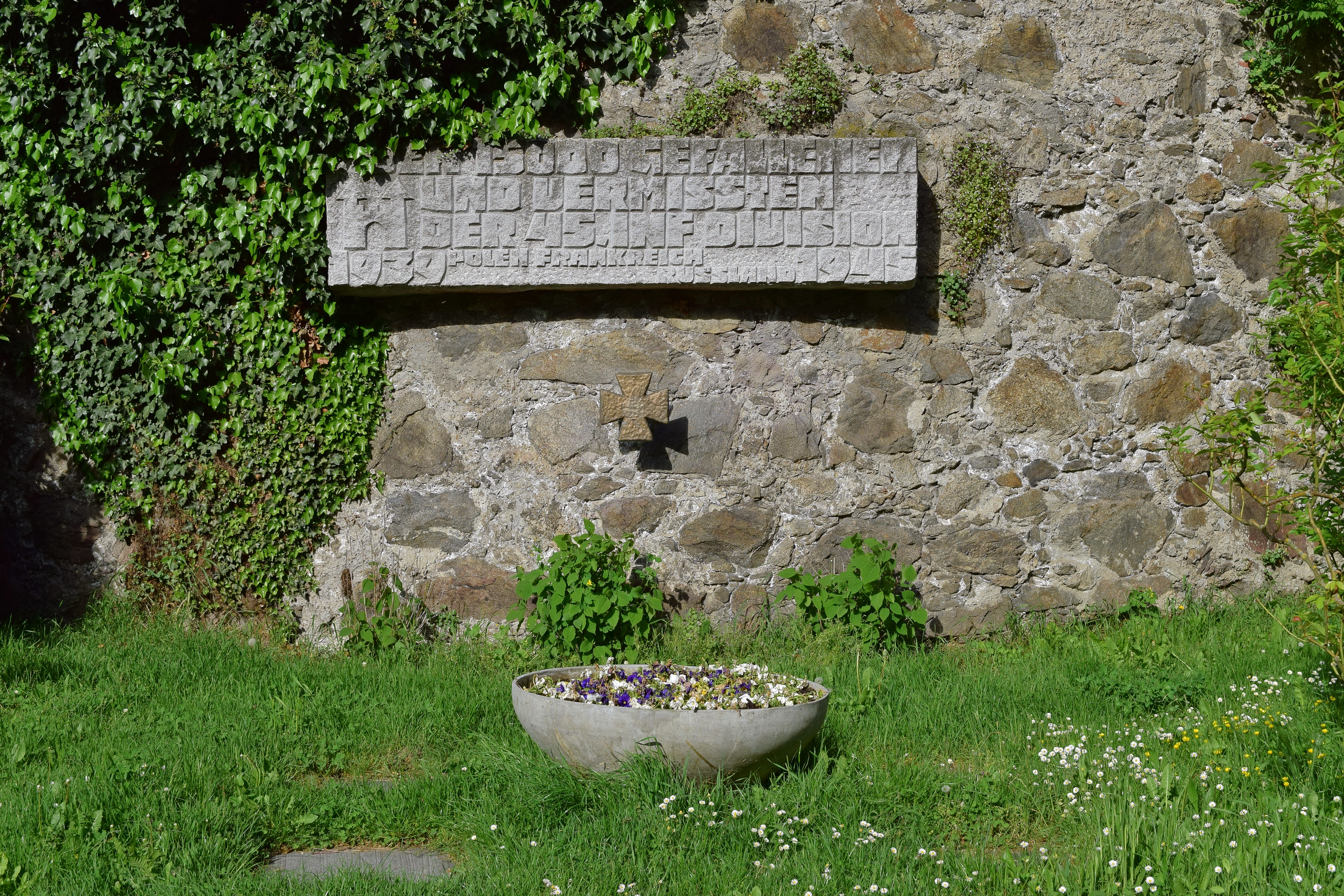
Gedenktafel in Linz

Die 45. ID hatte während des Zweiten Weltkriegs in der Zeit vom 1. September 1939 bis Anfang Juli 1944 insgesamt 5.710 Gefallene zu beklagen. Auf die einzelnen Regimenter verteilt: IR 133: 1.833 Gefallene, IR 135: 1.386 und IR 130: 1.348. Eingerechnet der Vermissten und Verwundeten fielen 8.432 Mann aus. Bereits beim Aisne-Übergang am 9. Juni 1940 fielen 204 Soldaten der 45. ID. Beim Sturm auf die Zitadelle von Brest-Litowsk unter Generalmajor Schlieper vom 22. bis 29. Juni 1941 kamen etwa 428 Soldaten ums Leben, weitere starben durch „Eigenbeschuss“ der Artillerie und Nebelwerfern, insbesondere bei Kämpfen in und um Brest. Das waren in der Relation 5 % der 8.886 deutschen Gefallenen, vom Beginn des Unternehmens Barbarossa an bis zum 30. Juni 1941 gerechnet.
Während des Einsatzes von Juni 1941 bis Dezember 1943 sind als Verluste 21.665 Soldaten darunter 15.626 Verwundete, 4.608 Gefallene und 1.431 Vermisste dokumentiert – davon Offiziersverluste bei den Gefallenen 4 Prozent, Verwundete 3 Prozent und Vermissten 1 Prozent. Als Gesamtverluste im Zweiten Weltkrieg wurden in einem Totenbuch des ehemaligen Divisionspfarrers, der auch Divisionsgräber-Offizier war, etwa 13.000 Gefallene und 8.000 Vermisste dokumentiert. Dies liegt weit über den auf einer Gedenktafel in Linz und den vom Linzer Landesmuseum angegebenen 5.710 Gefallenen. Die Gesamtverluste der Division sind ungewöhnlich groß und begründen sich in der Teilnahme an mehreren verlustreichen Schlachten. Große Verluste gab es bei der Eroberung der Festung Brest-Litowsk, bei der Schlacht um Kiew, beim Rückzug von Jelez, bei der Operation Bagration und im Januar 1945.